# Rajd Monte Carlo 1960
Rajd Monte Carlo 1960 (29. Rallye Automobile de Monte-Carlo) – 29 edycja rajdu samochodowego Rajd Monte Carlo rozgrywanego w Monako. Rozgrywany był od 19 do 23 stycznia 1960 roku. Była to pierwsza runda Rajdowych Mistrzostw Europy w roku 1960.

## Klasyfikacja rajdu
| Miejsce                      | Kierowca                     | Pilot                        | Samochód                     | Czas                         | Strata                       |                              |
| Klasyfikacja generalna i ERC | Klasyfikacja generalna i ERC | Klasyfikacja generalna i ERC | Klasyfikacja generalna i ERC | Klasyfikacja generalna i ERC | Klasyfikacja generalna i ERC | Klasyfikacja generalna i ERC |
| ---------------------------- | ---------------------------- | ---------------------------- | ---------------------------- | ---------------------------- | ---------------------------- | ---------------------------- |
| 1.                           | Walter Schock                | Rolf Moll                    | Mercedes-Benz 220 SE         | 1:50                         | 0.0                          |                              |
| 2.                           | Eugen Böhringer              | Hermann Socher               | Mercedes-Benz 220 SE         | 4:58                         | +3:08                        |                              |
| 3.                           | Eberhard Mahle               | Roland Ott                   | Mercedes-Benz 220 SE         | 10:50                        | +9:00                        |                              |
| 4.                           | Peter Harper                 | Raymond Baxter               | Sunbeam Rapier III           | 12:29                        | +10:39                       |                              |
| 5.                           | Hans Tak                     | Johan Swaab                  | Mercedes-Benz 220 SE         | 12:34                        | +10:44                       |                              |
| 6.                           | Michael Sutcliffe            | George Philip Crabtree       | Ford Zephyr MK2              | 13:35                        | +11:45                       |                              |
| 7.                           | Werner Lier                  | Heinrich Walter              | Sunbeam Rapier               | 14:04                        | +12:14                       |                              |
| 8.                           | Raymond Quilico              | Raphaël Michot               | DKW AU 1000 S                | 14:23                        | +12:33                       |                              |
| 9.                           | Carl-Otto Bremer             | Esko Väinölä                 | Saab 93                      | 14:40                        | +12:50                       |                              |
| 10.                          | Henri Marang                 | Jacques Badoche              | Citroën DS 19                | 15:28                        | +13:38                       |                              |